# Johanna van Fornenbergh
Johanna van Fornenbergh, född 1651, död efter 1728, var en nederländsk skådespelare. 
Hon var dotter till skådespelarna Jan Baptist van Fornenbergh (1624–1697) och Helena Heusen (ca. 1622–1680), och gifte sig 1665 med skådespelaren Gillis Nozeman (1627–1682). Hon var syster till skådespelarna Susanna van Fornenbergh, Dorothea van Fornenbergh och Cornelia van Fornenbergh.
Hon var engagerad vid sin far Jan Baptist van Fornenberghs 'Nederlandske Comedianter' från 1665 till 1683. Hon var en av de första skådespelerskor som uppträdde i Sverige.